# Dániel Vali
Dániel Vali (Budapest, 1943. február 20. –) Aase-díjas magyar színésznő.

## Életpályája
Pályája kezdetén főként hősnőket játszott, később karakterszerepekben is kitűnt, emellett több filmben is szerepelt. 1965-ben végzett a Színház- és Filmművészeti Főiskolán, Simon Zsuzsa és Gáti József osztályában. A diploma kézhezvételét követően azonnal a Nemzeti Színház szerződtette, amely társulatát a névváltoztatás után sem hagyta el, így 2000-2024 között a Pesti Magyar Színház társulatának tagja.

## Díjai
- Aase-díj (2002)
- Főnix díj (2008)
- Kállai Ferenc-életműdíj (2012)

## Szerepei

### Színházi szerepei
| \| Szerző \| A darab címe \| Bemutató dátuma \| S z í n h á z \| Játszott szerep \| \| ------------------------------------------------------------------------------------------------------------------------- \| ------------------------------------------------------------------------------------------------------------------------------- \| -------------------- \| ----------------------------------------------- \| ------------------------------------------------- \| \| Leonyid Makszimovics Leonov \| Hóvihar \| 1964 \| Vígszínház \| \| \| Radnóti Miklós \| Emlékezés Radnóti Miklósra \| 1964 \| Színház- és Filmművészeti Főiskola Ódry Színpad \| \| \| Madách Imre \| Az ember tragédiája \| 1964[m 1] 1970[m 2] \| Nemzeti Színház \| Egy lány és Harmadik boszorkány (szerepátvételek) \| \| Federico García Lorca \| Rosita leányasszony \| 1964 \| Ódry Színpad \| Második Ayola, lány \| \| Illés Endre \| Az idegen \| 1965 \| Nemzeti Színház \| Vera \| \| John Boyton Priestley \| A Conway család \| 1965 \| Ódry Színpad \| Madge \| \| Salamon Pál \| Magadra kiálts \| 1965 \| Nemzeti Színház - Katona József Színház \| gépírónő \| \| Václav Havel \| Kerti ünnepély \| 1965 \| Nemzeti Színház - Katona József Színház \| Amálka \| \| Peter Weiss \| Jean-Paul Marat üldöztetése és meggyilkolása ahogy a charentoni elmegyógyintézet színjátszói előadják De Sade úr betanításában \| 1966 \| Nemzeti Színház \| Második ápolt \| \| Németh László \| Szörnyeteg \| 1966 \| Nemzeti Színház - Katona József Színház \| Biri \| \| Seán O’Casey \| Bíbor por \| 1966 \| Nemzeti Színház \| Cloyne, a szobalányuk \| \| Arthur Miller \| A bűnbeesés után \| 1967 \| Nemzeti Színház \| Felice \| \| Molière \| A fösvény \| 1967 \| Nemzeti Színház - Katona József Színház \| Elise \| \| Franz Kafka \| Amerika \| 1968 \| Nemzeti Színház \| Toborzó \| \| William Shakespeare \| Tévedések vígjátéka \| 1968 \| Nemzeti Színház \| Luciana \| \| Vészi Endre \| Üvegcsapda \| 1969 \| Nemzeti Színház - Katona József Színház \| Inci \| \| Fjodor Mihajlovics Dosztojevszkij \| A félkegyelmű \| 1969 \| Nemzeti Színház \| Alekszandra, Jepancsinék lánya \| \| Gyurkó László \| Fejezetek Leninről \| 1970 \| Nemzeti Színház \| \| \| Örkény István \| Sötét galamb \| 1970 \| Nemzeti Színház \| Marika \| \| Gyulai Várszínház \| István király /Az országépítő/ \| 1971 \| Gyulai Várszínház \| Zoé, Ajtony felesége \| \| Illyés Gyula \| Bölcsek a fán \| 1971 \| Nemzeti Színház - Katona József Színház \| Maia \| \| Neil Simon \| Az utolsó hősszerelmes \| 1972 \| Nemzeti Színház - Katona József Színház \| Bobbi Michale[4] \| \| Vörösmarty Mihály \| Czillei és a Hunyadiak \| 1972 \| Nemzeti Színház \| Gara Mária, a nádor lánya \| \| Peter Weiss \| Jean-Paul Marat üldöztetése és meggyilkolása, ahogy a charentoni elmegyógyintézet színjátszói előadják de Sade úr betanításában \| 1972 \| Nemzeti Színház - Katona József Színház \| 2. ápolt \| \| Franz Grillparzer \| Medea \| 1972 \| Nemzeti Színház - Katona József Színház \| Kreuza \| \| Vörösmarty Mihály \| Czillei és a Hunyadiak \| 1974 \| Szegedi Szabadtéri Játékok \| Gara Mária, a nádor lánya \| \| Makszim Gorkij \| Jegor Bulicsov és a többiek \| 1974 \| Nemzeti Színház \| Varvara, Bulicsov lánya Kszenyijától \| \| Fjodor Gladkov, Heiner Müller \| Elérkezett az idő \| 1975 \| Nemzeti Színház \| Matya, Szavcsuk felesége \| \| Paul Zindel \| A gammasugarak hatása a százszorszépekre \| 1976 \| Nemzeti Színház \| Janice Vickery \| \| Nagy István \| Özönvíz előtt \| 1976 \| Nemzeti Színház \| első hölgy \| \| Móricz Zsigmond \| Nem élhetek muzsikaszó nélkül \| 1977 \| Nemzeti Színház - Fővárosi Művelődési Ház \| Kisvicákné \| \| William Shakespeare \| Téli rege \| 1978 \| Nemzeti Színház \| Emília, Hermione udvarhölgye \| \| Csurka István \| Döglött aknák \| 1979 \| Nemzeti Színház - Fővárosi Művelődési Ház \| ápolónő \| \| Arnold Wesker \| A konyha \| 1979 \| Nemzeti Színház \| Anne \| \| Németh László \| Husz János \| 1980 \| Nemzeti Színház \| parasztasszony \| \| Gyurkó László \| Fejezetek Leninről \| 1980 \| Nemzeti Színház \| \| \| Kornis Mihály \| Halleluja \| 1981 \| Nemzeti Színház - Játékszín \| Jeneiné \| \| Jókai Mór \| Thália szekerén \| 1981 \| Nemzeti Színház - Katona József Színház \| Anischlné asszony \| \| Moldova György \| Titkos záradék \| 1983 \| Nemzeti Színház \| Ádámné, rendőrfőhadnagy \| \| Tudor Muşatescu \| Titanic keringő \| 1983 \| Nemzeti Színház - Gyulai Várszínház \| dajka \| \| Tudor Muşatescu \| Titanic keringő \| 1983 \| Nemzeti Színház - Várszínház \| dajka \| \| William Shakespeare \| János király \| 1984.[m 1] 1985[m 2] \| Nemzeti Színház - Várszínház \| Lady Faulconbridge, a Fattyú anyja \| \| George Bernard Shaw \| Tanner John házassága (Ember és felsőbbrendű ember) \| 1985 \| Nemzeti Színház \| Whitefieldné \| \| Csokonai Vitéz Mihály \| Karnyóné szerelme \| 1987 \| Nemzeti Színház - Várszínház \| Tündér \| \| Tamási Áron \| Énekes madár \| 1987[m 1] 1988.[m 3] \| Nemzeti Színház \| Kömény Ignácné, a Móka anyja (beugrás) \| \| Gábor Andor \| Dollárpapa \| 1987 \| Nemzeti Színház - Várszínház \| Rozál, Koltayék cselédje \| \| Arthur Miller \| Játék az időért \| 1988 \| Nemzeti Színház - Várszínház \| Giselle \| \| Niccolò Machiavelli \| Mandragora \| 1989 \| Nemzeti Színház - Várszínház \| Sostrata \| \| Csurka István \| Döglött aknák \| 1989 \| Nemzeti Színház - Budai Vigadó \| Paálné \| \| Csurka István \| Döglött aknák \| 1990 \| Nemzeti Színház - Várszínház \| Paálné \| \| Pap Károly \| Szent színpad avagy színház az egész világ \| 1993 \| Nemzeti Színház - Várszínház \| súgónő \| \| Szigligeti Ede \| Liliomfi \| 1993 \| Nemzeti Színház \| szomszédasszony \| \| Gyurkovics Tibor \| Császármorzsa \| 1994 \| Nemzeti Színház - Várszínház \| Mária \| \| Stanisław Wyspiański \| Menyegző \| 1994 \| Nemzeti Színház \| Klimina \| \| Tamási Áron \| Tündöklő Jeromos \| 1994 \| Nemzeti Színház - Várszínház \| Szabóné, posztós asszony \| \| Szakonyi Károly \| Vidám finálé \| 1995 \| Nemzeti Színház - Várszínház \| Zágonné \| \| Mikszáth Kálmán, Szakonyi Károly \| Szent Péter esernyője \| 1996 \| Nemzeti Színház \| Mravucsánné, Gundorosné, Panyókiné \| \| Georg Kaiser \| A főnyeremény \| 1996 \| Nemzeti Színház - Várszínház \| Mackesprangné \| \| Hunyady Sándor \| Lovagias ügy \| 1996 \| Nemzeti Színház - Várszínház \| nagymama \| \| Madách Imre \| Az ember tragédiája \| 1997 \| Nemzeti Színház - Várszínház \| \| \| Móricz Zsigmond \| Nem élhetek muzsikaszó nélkül \| 1997 \| Nemzeti Színház \| Kisvicákné \| \| Peter Weiss \| Jean-Paul Marat üldöztetése és meggyilkolása, ahogy a charentoni elmegyógyintézet színjátszói előadják De Sade úr betanításában \| 1998 \| Nemzeti Színház - Várszínház \| Coulmier felesége \| \| Sütő András \| Balkáni gerle \| 1998 \| Nemzeti Színház \| Margit \| \| Szabó Magda \| Régimódi történet \| 1999 \| Nemzeti Színház \| Csanádyné; Bartókné \| \| Friedrich Schiller \| Ármány és szerelem \| 1999 \| Nemzeti Színház \| Millerné \| \| Heltai Jenő \| A néma levente \| 2002 \| Magyar Színház - Siklósi Nyári Várszínház \| Nardella, a királyné dajkája \| \| Heltai Jenő \| A néma levente \| 2002 \| Magyar Színház \| Nardella, a királyné dajkája \| \| Nyikolaj Vasziljevics Gogol, Vidnyánszky Attila \| Az orr \| 2003 \| Magyar Színház \| Szofja Antonovna \| \| Rejtő Jenő, Schwajda György \| A néma revolverek városa \| 2005 \| Magyar Színház \| öreg hölgy \| \| Georges Feydeau \| Fel is út, le is út \| 2008 \| Magyar Színház \| Marceline, Lucette Gautier nővére \| \| Háy János \| Házasságon innen, házasságon túl \| 2008 \| Magyar Színház - Sinkovits Imre Színpad \| kutyás nő \| \| Bertolt Brecht \| A szecsuáni jó ember \| 2009 \| Magyar Színház \| öreg kurva \| \| Edmond Rostand \| Cyrano de Bergerac \| 2009 \| Magyar Színház \| Duenna \| \| Federico Fellini (filmforgatókönyv), Neil Simon, Ennio Flaiano, Tullio Pinelli, Zöldi Gergely, Cy Coleman, Dorothy Fields \| Sweet Charity \| 2010 \| Magyar Színház \| Carmen Pignatelli \| \| John Ford \| Kár, hogy kurva! \| 2010 \| Pesti Magyar Színház - Sinkovits Imre Színpad \| Puttana, Annabella nevelőnője \| \| Szép Ernő \| Lila ákác \| 2011 \| Pesti Magyar Színház \| Mili; Mindigné \| \| Janikovszky Éva, Szabó Borbála \| Égigérő fű \| 2013 \| Pesti Magyar Színház \| Poldi néni \| \| Böszörményi Gyula \| Almaszósz \| 2013 \| Magyar Színház \| Öröklét; Nagyi \| \| Astrid Lindgren, Tótfalusi István \| Harisnyás Pippi \| 2015 \| Magyar Színház \| Irma néni \| \| \| \| \| \| \| | |                 |                                                 |                                                   |
| Szerző | A darab címe | Bemutató dátuma | S z í n h á z                                   | Játszott szerep                                   |
| Leonyid Makszimovics Leonov | Hóvihar | 1964            | Vígszínház                                      |                                                   |
| Radnóti Miklós | Emlékezés Radnóti Miklósra | 1964            | Színház- és Filmművészeti Főiskola Ódry Színpad |                                                   |
| Madách Imre | Az ember tragédiája | 1964 1970       | Nemzeti Színház                                 | Egy lány és Harmadik boszorkány (szerepátvételek) |
| Federico García Lorca | Rosita leányasszony | 1964            | Ódry Színpad                                    | Második Ayola, lány                               |
| Illés Endre | Az idegen | 1965            | Nemzeti Színház                                 | Vera                                              |
| John Boyton Priestley | A Conway család | 1965            | Ódry Színpad                                    | Madge                                             |
| Salamon Pál | Magadra kiálts | 1965            | Nemzeti Színház - Katona József Színház         | gépírónő                                          |
| Václav Havel | Kerti ünnepély | 1965            | Nemzeti Színház - Katona József Színház         | Amálka                                            |
| Peter Weiss | Jean-Paul Marat üldöztetése és meggyilkolása ahogy a charentoni elmegyógyintézet színjátszói előadják De Sade úr betanításában  | 1966            | Nemzeti Színház                                 | Második ápolt                                     |
| Németh László | Szörnyeteg | 1966            | Nemzeti Színház - Katona József Színház         | Biri                                              |
| Seán O’Casey | Bíbor por | 1966            | Nemzeti Színház                                 | Cloyne, a szobalányuk                             |
| Arthur Miller | A bűnbeesés után | 1967            | Nemzeti Színház                                 | Felice                                            |
| Molière | A fösvény | 1967            | Nemzeti Színház - Katona József Színház         | Elise                                             |
| Franz Kafka | Amerika | 1968            | Nemzeti Színház                                 | Toborzó                                           |
| William Shakespeare | Tévedések vígjátéka | 1968            | Nemzeti Színház                                 | Luciana                                           |
| Vészi Endre | Üvegcsapda | 1969            | Nemzeti Színház - Katona József Színház         | Inci                                              |
| Fjodor Mihajlovics Dosztojevszkij | A félkegyelmű | 1969            | Nemzeti Színház                                 | Alekszandra, Jepancsinék lánya                    |
| Gyurkó László | Fejezetek Leninről | 1970            | Nemzeti Színház                                 |                                                   |
| Örkény István | Sötét galamb | 1970            | Nemzeti Színház                                 | Marika                                            |
| Gyulai Várszínház | István király /Az országépítő/                                                                                                  | 1971            | Gyulai Várszínház                               | Zoé, Ajtony felesége                              |
| Illyés Gyula | Bölcsek a fán | 1971            | Nemzeti Színház - Katona József Színház         | Maia                                              |
| Neil Simon | Az utolsó hősszerelmes | 1972            | Nemzeti Színház - Katona József Színház         | Bobbi Michale                                     |
| Vörösmarty Mihály | Czillei és a Hunyadiak | 1972            | Nemzeti Színház                                 | Gara Mária, a nádor lánya                         |
| Peter Weiss | Jean-Paul Marat üldöztetése és meggyilkolása, ahogy a charentoni elmegyógyintézet színjátszói előadják de Sade úr betanításában | 1972            | Nemzeti Színház - Katona József Színház         | 2. ápolt                                          |
| Franz Grillparzer | Medea | 1972            | Nemzeti Színház - Katona József Színház         | Kreuza                                            |
| Vörösmarty Mihály | Czillei és a Hunyadiak | 1974            | Szegedi Szabadtéri Játékok                      | Gara Mária, a nádor lánya                         |
| Makszim Gorkij | Jegor Bulicsov és a többiek | 1974            | Nemzeti Színház                                 | Varvara, Bulicsov lánya Kszenyijától              |
| Fjodor Gladkov, Heiner Müller | Elérkezett az idő | 1975            | Nemzeti Színház                                 | Matya, Szavcsuk felesége                          |
| Paul Zindel | A gammasugarak hatása a százszorszépekre                                                                                        | 1976            | Nemzeti Színház                                 | Janice Vickery                                    |
| Nagy István | Özönvíz előtt | 1976            | Nemzeti Színház                                 | első hölgy                                        |
| Móricz Zsigmond | Nem élhetek muzsikaszó nélkül                                                                                                   | 1977            | Nemzeti Színház - Fővárosi Művelődési Ház       | Kisvicákné                                        |
| William Shakespeare | Téli rege | 1978            | Nemzeti Színház                                 | Emília, Hermione udvarhölgye                      |
| Csurka István | Döglött aknák | 1979            | Nemzeti Színház - Fővárosi Művelődési Ház       | ápolónő                                           |
| Arnold Wesker | A konyha | 1979            | Nemzeti Színház                                 | Anne                                              |
| Németh László | Husz János | 1980            | Nemzeti Színház                                 | parasztasszony                                    |
| Gyurkó László | Fejezetek Leninről | 1980            | Nemzeti Színház                                 |                                                   |
| Kornis Mihály | Halleluja | 1981            | Nemzeti Színház - Játékszín                     | Jeneiné                                           |
| Jókai Mór | Thália szekerén | 1981            | Nemzeti Színház - Katona József Színház         | Anischlné asszony                                 |
| Moldova György | Titkos záradék | 1983            | Nemzeti Színház                                 | Ádámné, rendőrfőhadnagy                           |
| Tudor Muşatescu | Titanic keringő | 1983            | Nemzeti Színház - Gyulai Várszínház             | dajka                                             |
| Tudor Muşatescu | Titanic keringő | 1983            | Nemzeti Színház - Várszínház                    | dajka                                             |
| William Shakespeare | János király | 1984. 1985      | Nemzeti Színház - Várszínház                    | Lady Faulconbridge, a Fattyú anyja                |
| George Bernard Shaw | Tanner John házassága (Ember és felsőbbrendű ember)                                                                             | 1985            | Nemzeti Színház                                 | Whitefieldné                                      |
| Csokonai Vitéz Mihály | Karnyóné szerelme | 1987            | Nemzeti Színház - Várszínház                    | Tündér                                            |
| Tamási Áron | Énekes madár | 1987 1988.      | Nemzeti Színház                                 | Kömény Ignácné, a Móka anyja (beugrás)            |
| Gábor Andor | Dollárpapa | 1987            | Nemzeti Színház - Várszínház                    | Rozál, Koltayék cselédje                          |
| Arthur Miller | Játék az időért | 1988            | Nemzeti Színház - Várszínház                    | Giselle                                           |
| Niccolò Machiavelli | Mandragora | 1989            | Nemzeti Színház - Várszínház                    | Sostrata                                          |
| Csurka István | Döglött aknák | 1989            | Nemzeti Színház - Budai Vigadó                  | Paálné                                            |
| Csurka István | Döglött aknák | 1990            | Nemzeti Színház - Várszínház                    | Paálné                                            |
| Pap Károly | Szent színpad avagy színház az egész világ                                                                                      | 1993            | Nemzeti Színház - Várszínház                    | súgónő                                            |
| Szigligeti Ede | Liliomfi | 1993            | Nemzeti Színház                                 | szomszédasszony                                   |
| Gyurkovics Tibor | Császármorzsa | 1994            | Nemzeti Színház - Várszínház                    | Mária                                             |
| Stanisław Wyspiański | Menyegző | 1994            | Nemzeti Színház                                 | Klimina                                           |
| Tamási Áron | Tündöklő Jeromos | 1994            | Nemzeti Színház - Várszínház                    | Szabóné, posztós asszony                          |
| Szakonyi Károly | Vidám finálé | 1995            | Nemzeti Színház - Várszínház                    | Zágonné                                           |
| Mikszáth Kálmán, Szakonyi Károly | Szent Péter esernyője | 1996            | Nemzeti Színház                                 | Mravucsánné, Gundorosné, Panyókiné                |
| Georg Kaiser | A főnyeremény | 1996            | Nemzeti Színház - Várszínház                    | Mackesprangné                                     |
| Hunyady Sándor | Lovagias ügy | 1996            | Nemzeti Színház - Várszínház                    | nagymama                                          |
| Madách Imre | Az ember tragédiája | 1997            | Nemzeti Színház - Várszínház                    |                                                   |
| Móricz Zsigmond | Nem élhetek muzsikaszó nélkül                                                                                                   | 1997            | Nemzeti Színház                                 | Kisvicákné                                        |
| Peter Weiss | Jean-Paul Marat üldöztetése és meggyilkolása, ahogy a charentoni elmegyógyintézet színjátszói előadják De Sade úr betanításában | 1998            | Nemzeti Színház - Várszínház                    | Coulmier felesége                                 |
| Sütő András | Balkáni gerle | 1998            | Nemzeti Színház                                 | Margit                                            |
| Szabó Magda | Régimódi történet | 1999            | Nemzeti Színház                                 | Csanádyné; Bartókné                               |
| Friedrich Schiller | Ármány és szerelem | 1999            | Nemzeti Színház                                 | Millerné                                          |
| Heltai Jenő | A néma levente | 2002            | Magyar Színház - Siklósi Nyári Várszínház       | Nardella, a királyné dajkája                      |
| Heltai Jenő | A néma levente | 2002            | Magyar Színház                                  | Nardella, a királyné dajkája                      |
| Nyikolaj Vasziljevics Gogol, Vidnyánszky Attila | Az orr | 2003            | Magyar Színház                                  | Szofja Antonovna                                  |
| Rejtő Jenő, Schwajda György | A néma revolverek városa | 2005            | Magyar Színház                                  | öreg hölgy                                        |
| Georges Feydeau | Fel is út, le is út | 2008            | Magyar Színház                                  | Marceline, Lucette Gautier nővére                 |
| Háy János | Házasságon innen, házasságon túl                                                                                                | 2008            | Magyar Színház - Sinkovits Imre Színpad         | kutyás nő                                         |
| Bertolt Brecht | A szecsuáni jó ember | 2009            | Magyar Színház                                  | öreg kurva                                        |
| Edmond Rostand | Cyrano de Bergerac | 2009            | Magyar Színház                                  | Duenna                                            |
| Federico Fellini (filmforgatókönyv), Neil Simon, Ennio Flaiano, Tullio Pinelli, Zöldi Gergely, Cy Coleman, Dorothy Fields | Sweet Charity | 2010            | Magyar Színház                                  | Carmen Pignatelli                                 |
| John Ford | Kár, hogy kurva! | 2010            | Pesti Magyar Színház - Sinkovits Imre Színpad   | Puttana, Annabella nevelőnője                     |
| Szép Ernő | Lila ákác | 2011            | Pesti Magyar Színház                            | Mili; Mindigné                                    |
| Janikovszky Éva, Szabó Borbála | Égigérő fű | 2013            | Pesti Magyar Színház                            | Poldi néni                                        |
| Böszörményi Gyula | Almaszósz | 2013            | Magyar Színház                                  | Öröklét; Nagyi                                    |
| Astrid Lindgren, Tótfalusi István | Harisnyás Pippi | 2015            | Magyar Színház                                  | Irma néni                                         |
| | |                 |                                                 |                                                   |

#### Jelenleg játszott szerepei
Az utolsó módosítás ebben a szakaszban:  Fauvirt vita 2018. október 30., 12:40 (CET)
A Pesti Magyar Színházban:
- Háy János: Házasságon innen, házasságon túl - KUTYÁS NŐ
- Astrid Lindgren, Tótfalusi István: Harisnyás Pippi - IRMA NÉNI
- Tim Firth: Naptárlányok - IRIS BENTON, BRENDA HULSE

### Tévés és filmes szerepei
- 1965 Villon (film) -
- 1965 Iszony (filmdráma) -
- 1965 Csiribiri (tévéjáték) - Zsuzsi[5]
- 1965 Gyémántgyűrű (tévéjáték) - színiiskolás[5][6]
- 1966 És akkor a pasas… (filmvígjáték) -
- 1967 Édes és keserű (film) -
- 1968 A veréb is madár (filmvígjáték) -
- 1968 Alfa Rómeó és Júlia (film) -
- 1969 Hamis Néró (film)
- 1971 Ágis tragédiája (tévéfilm) - Melpomené[7]
- 1972 Holló a hollónak (tévéjáték) -
- 1974 Szörnyeteg (filmdráma) -
- 1975[8] Embersirató (tévéfilm) -
- 1975 Czillei és a Hunyadiak (színházi közvetítés) -
- 1979 Szakonyi Károly: Hongkongi paróka (színházi felvétel) - Mihalitzné
- 1979 William Shakespeare: Téli rege (színházi felvétel) -
- 1980 Gyümölcsoltó Boldogasszony (tévéfilm)[9] -
- 1982 Vőlegény (filmvígjáték) -
- 1987 Nyolc évszak (tévésorozat) - tanár
- 1991 Família Kft. (tévésorozat), A szentpénz epizód -
- 1995 Kisváros (tévésorozat), Orvvadászok epizód - Manyika
- 2000 Sütő András: Balkáni gerle (színházi felvétel) -
- 2002 Rendőrsztori (tévésorozat), A Komáromi-gyilkosság epizód - Gerőné
- 2004 Barátok közt (tévésorozat), -Nézőtéri Felügyelő
- 2005 Csak szex és más semmi - Dóra anyja
- 2008 Kaméleon - szomszéd
- 2015 Liza, a rókatündér (játékfilm) - Teri
- 2018 Tóth János, E-zotéria epizód - idős hölgy
- 2018 Holnap Tali! (tévésorozat, 6. évad 6. epizód) - Nusi néni[10]
- 2018 BÚÉK
- 2021 Doktor Balaton - Márta

Szinkron
- Elsőszámú közellenség (L'ennemi public n°1) [1953] - Peggy